# Natalidae
I Natalidi (Natalidae Gray, 1866) sono una famiglia di pipistrelli, del sottordine dei Microchirotteri, comunemente noti come pipistrelli dalle orecchie ad imbuto. 

## Descrizione

### Dimensioni
Questa famiglia comprende piccoli pipistrelli con la lunghezza dell'avambraccio tra 32 mm e 51,2 mm e un peso fino a 12,6 g.

### Caratteristiche ossee e dentarie
L'omero presenta il trochite grande quanto il trochine e proiettato oltre la testa dell'osso. Il pollice è accorciato e quasi completamente avvolto dalla membrana alare, il secondo dito della mano ha il metacarpo ben sviluppato ma nessuna falange, mentre il terzo dito possiede due falangi. La cintura scapolare è normale eccetto il pre-sterno il quale è grande e robusto. Il piede è di proporzioni normali, la fibula è filiforme mentre gli arti inferiori sono notevolmente lunghi. Le vertebre, dall'ultima dorsale alla penultima lombare, sono fuse insieme, mentre le ultime due lombari sono libere. Il cranio è privo del processo post-orbitale, le ossa pre-mascellari sono complete, con due piccole aperture laterali ai margini della porzione palatale. Il rostro è lungo mentre la scatola cranica è talmente elevata da formare circa un angolo retto con esso. I denti sono normali.

### Aspetto
Il corpo è abbastanza esile. Il muso è lungo, appiattito e privo di foglie nasali, sebbene sia presente sul naso una struttura chiamata organo natalide, formata da cellule che assomigliano a cellule sensoriali ma che possono avere anche una funzione ghiandolare. La fronte è alta, gli occhi sono molto piccoli e non prominenti. In alcune forme sono presenti dei rigonfiamenti sul labbro inferiore. Le orecchie sono grandi, separate, a forma di imbuto e ricoperte esternamente di piccoli tubercoli, similmente a quelle del genere Kerivoula. Il trago è piccolo e triangolare. Le ali sono lunghe e strette. Gli arti inferiori sono allungati. La coda è molto lunga ed inclusa interamente nell'ampio uropatagio.

## Distribuzione e habitat
Le specie di questa famiglia sono diffuse dal Messico settentrionale fino al Brasile orientale.
Si rifugiano principalmente all'interno di grotte.

## Tassonomia
La famiglia si suddivide in 3 generi e 9 specie:
- Chilonatalus - L'organo natalide è di medie proporzioni e posto alla base del muso.
- Natalus - L'organo natalide è grande e ricopre interamente il muso.
- Nyctiellus - L'organo natalide è piccolo è posto a metà del muso.